# Wahlen zum Senat der Vereinigten Staaten 1830 und 1831
Die Wahlen zum Senat der Vereinigten Staaten 1830 und 1831 zum 22. Kongress der Vereinigten Staaten fanden zu verschiedenen Zeitpunkten statt. Es waren die Halbzeitwahlen (engl. midterm election) in der Mitte von Andrew Jacksons erster Amtszeit. Vor der Verabschiedung des 17. Zusatzartikels wurden die Senatoren nicht direkt gewählt, sondern von den Parlamenten der Bundesstaaten bestimmt.
Zur Wahl standen die 16 Sitze der Senatoren der Klasse III, die 1824 und 1825 für eine Amtszeit von sechs Jahren gewählt worden oder später nachgerückt waren. Zusätzlich fanden vier Nachwahlen für drei Sitze der anderen beiden Klassen statt, bei denen die Gegner Präsident Jacksons einen Sitz gewinnen konnten. Damit und durch den Tod eines Anti-Jacksonians, dessen Sitz zunächst nicht wieder besetzt wurde, hatte die Jackson-Faktion am Ende des 21. Kongresses eine Mehrheit von 25 gegen 22 Anti-Jacksonians, ein Sitz war vakant.
Von den 16 regulär zur Wahl stehenden Sitzen waren sieben von Anhängern Präsident Jackson besetzt, aus denen sich die Demokratische Partei bildete, neun von seinen Gegnern (auch National Republican Party). Fünf Amtsinhaber wurden wiedergewählt, drei Gegner Jacksons und zwei seiner Anhänger, jeweils drei Sitze konnten die Faktionen halten. Drei Sitze konnten die Anhänger Jacksons von den Gegnern gewinnen, einen verloren sie an die Nullifier Party aus South Carolina, die mit Stephen Decatur Miller erstmals in den Senat gewählt wurde, nachdem vorher bereits ein Anhänger Jacksons übergetreten war. Den Sitz in Kentucky verloren die Jacksonians, da das Parlament zunächst keinen neuen Senator wählte. Damit und durch den Übertritt eines Anhängers Jacksons zu seinen Gegnern saßen im neuen Kongress zunächst 24 Jacksonians, 20 Anti-Jacksonians und zwei Nullifier, zwei Sitze waren vakant. Bei Nachwahlen und durch Ernennung konnten die Jackson-Gegner drei Sitze gewinnen, einen von den Jacksonians und die beiden vakanten Sitze. Damit verlor die Jackson-Faktion ihre eigene Mehrheit, die am Ende des 21. Kongresses bei 25 gegen 22 Anti-Jacksonians gelegen hatte, im neuen Kongress saßen zu Beginn der ersten Tagungsperiode 23 Jacksonians, 23 Anti-Jacksonians und zwei Nullifier, wobei letztere die Jacksonians unterstützten.
Zu Veränderungen nach der Wahl siehe auch Liste der Mitglieder des Senats im 22. Kongress der Vereinigten Staaten.

## Übersicht

### Wahlen während des 21. Kongresses
Die Gewinner dieser Wahlen wurden vor dem 4. März 1831 in den Senat aufgenommen, also während des 21. Kongresses.
| Staat       | Amtierender Senator     | Partei          | Nachwahl  | Datum         | Ergebnis                      | Neuer Senator           |
| ----------- | ----------------------- | --------------- | --------- | ------------- | ----------------------------- | ----------------------- |
| Delaware    | Louis McLane            | Jackson-Faktion | Klasse I  | 7. Jan. 1830  | Zugewinn Anti-Jackson-Faktion | Arnold Naudain          |
| Illinois    | David J. Baker, ernannt | Jackson-Faktion | Klasse II | 11. Dez. 1830 | von Jackson-Faktion gehalten  | John McCracken Robinson |
| Mississippi | Thomas Buck Reed        | Jackson-Faktion | Klasse II | 6. Jan. 1830  | von Jackson-Faktion gehalten  | Robert H. Adams         |
| Mississippi | Robert H. Adams         | Jackson-Faktion | Klasse II | Juni 1830     | von Jackson-Faktion gehalten  | George Poindexter       |

- ernannt: Senator wurde vom Gouverneur als Ersatz für einen ausgeschiedenen Senator ernannt, Nachwahl nötig.

### Wahlen zum 22. Kongress
Die Gewinner dieser Wahlen wurden am 4. März 1831 in den Senat aufgenommen, also bei Zusammentritt des 22. Kongresses. Alle Sitze dieser Senatoren gehören zur Klasse III.
| Staat          | Amtierender Senator | Partei               | Datum          | Ergebnis                          | Neuer Senator          |
| -------------- | ------------------- | -------------------- | -------------- | --------------------------------- | ---------------------- |
| Alabama        | John McKinley       | Jackson-Faktion      | 1831           | von Jackson-Faktion gehalten      | Gabriel Moore          |
| Connecticut    | Calvin Willey       | Anti-Jackson-Faktion | 1830 oder 1831 | von Anti-Jackson-Faktion gehalten | Gideon Tomlinson       |
| Georgia        | John Forsyth        | Jackson-Faktion      | 1830 oder 1831 | wiedergewählt                     | John Forsyth           |
| Illinois       | Elias Kane          | Jackson-Faktion      | 1831           | wiedergewählt                     | Elias Kane             |
| Indiana        | William Hendricks   | Anti-Jackson-Faktion | 1830           | wiedergewählt                     | William Hendricks      |
| Kentucky       | John Rowan          | Jackson-Faktion      | Wahl verspätet | Verlust Jackson-Faktion           | vakant                 |
| Louisiana      | Josiah S. Johnston  | Anti-Jackson-Faktion | 1831           | wiedergewählt                     | Josiah S. Johnston     |
| Maryland       | Ezekiel F. Chambers | Anti-Jackson-Faktion | 1831           | wiedergewählt                     | Ezekiel F. Chambers    |
| Missouri       | David Barton        | Anti-Jackson-Faktion | 1830           | Zugewinn Jackson-Faktion          | Alexander Buckner      |
| New Hampshire  | Levi Woodbury       | Jackson-Faktion      | 1831           | von Jackson-Faktion gehalten      | Isaac Hill             |
| New York       | Nathan Sanford      | Anti-Jackson-Faktion | 1. Feb. 1831   | Zugewinn Jackson-Faktion          | William L. Marcy       |
| North Carolina | James Iredell       | Jackson-Faktion      | 1830           | von Jackson-Faktion gehalten      | Willie Person Mangum   |
| Ohio           | Jacob Burnet        | Anti-Jackson-Faktion | 1830           | von Anti-Jackson-Faktion gehalten | Thomas Ewing           |
| Pennsylvania   | William Marks       | Anti-Jackson-Faktion | 1830 oder 1831 | Zugewinn Jackson-Faktion          | William Wilkins        |
| South Carolina | William Smith       | Jackson-Faktion      | 1830 oder 1831 | Zugewinn Nullifier                | Stephen Decatur Miller |
| Vermont        | Dudley Chase        | Anti-Jackson-Faktion | 1831           | von Anti-Jackson-Faktion gehalten | Samuel Prentiss        |

- wiedergewählt: ein gewählter Amtsinhaber wurde wiedergewählt.

### Wahlen während des 22. Kongresses
Die Gewinner dieser Wahlen wurden nach dem 4. März 1831 in den Senat aufgenommen, also während des 22. Kongresses.
| Staat        | Amtierender Senator | Partei          | Nachwahl   | Datum         | Ergebnis                      | Neuer Senator      |
| ------------ | ------------------- | --------------- | ---------- | ------------- | ----------------------------- | ------------------ |
| Kentucky     | vakant              | vakant          | Klasse III | 10. Nov. 1831 | Zugewinn Anti-Jackson-Faktion | Henry Clay         |
| Louisiana    | Edward Livingston   | Jackson-Faktion | Klasse III | 15. Nov. 1831 | Zugewinn Anti-Jackson-Faktion | George A. Waggaman |
| Pennsylvania | Isaac D. Barnard    | Jackson-Faktion | Klasse III | 13. Dez. 1831 | von Jackson-Faktion gehalten  | George M. Dallas   |

## Einzelstaaten
In allen Staaten wurden die Senatoren durch die Parlamente gewählt, wie durch die Verfassung der Vereinigten Staaten vor der Verabschiedung des 17. Zusatzartikels vorgesehen. Das Wahlverfahren bestimmten die Staaten selbst, es war daher von Staat zu Staat unterschiedlich. Teilweise ergibt sich aus den Quellen nur, wer gewählt wurde, aber nicht wie.
Im Gefolge der Präsidentschaftswahl 1824 löste sich das First Party System auf. Die Föderalistische Partei zerfiel, die Republikanischen Partei, die zur Unterscheidung von der 1854 gegründeten Grand Old Party meist als Demokratisch-Republikanische Partei oder Jeffersonian Republicans bezeichnet wird, zerfiel in Faktionen, von denen die Faktion der Anhänger Andrew Jacksons und die seiner Gegner länger Bestand hatten. In den folgenden Jahren entwickelte sich daraus das Second Party System: Aus der Jackson-Faktion wurde die bis heute bestehende Demokratische Partei, aus der Anti-Jackson-Faktion entstand zunächst die National Republican Party, später die United States Whig Party. Zeitweise war auch die im Wesentlichen auf South Carolina beschränkte Nullifier Party im Senat vertreten.